# 心痛不能相見
《心痛不能相見》（日語：逢えないせつなさと）是日本女歌手杏里的第40張單曲。1999年5月21日由For Life Music Entertainment發行。

## 解說
標題曲「心痛不能相見」曾被富士電視台綜藝節目《來我家吧!?》選為片尾主題曲使用。至於B面歌曲「Love Song聞」也被電影動畫《劇場版 天地無用！in LOVE 2 遙遠的思念》選為片尾主題曲使用。

## 收錄歌曲
1. 心痛不能相見
  - 作詞：西尾佐榮子，作曲：ANRI，編曲：Mark Portmann
  - 富士電視台綜藝節目《來我家吧!?（日语：ウチくる!?）》片尾主題曲
2. Love Song聞
  - 作詞：吉元由美（日语：吉元由美），作曲：ANRI，編曲：小倉泰治（日语：小倉泰治）
  - 電影動畫《劇場版 天地無用！in LOVE 2 遙遠的思念》片尾主題曲
3. 心痛不能相見（Instrumental）
4. Love Song聞（Instrumental）

## 相關項目
- 1999年音樂
- 主題曲